# Megascelis texana
Megascelis texana är en skalbaggsart som beskrevs av Linell 1897. Megascelis texana ingår i släktet Megascelis och familjen bladbaggar. Inga underarter finns listade i Catalogue of Life.